# Stelling van Abel-Ruffini
De stelling van Abel-Ruffini zegt dat er geen algemene methode is, om de nulpunten van een polynoom {\displaystyle f} van de graad vijf of hoger, met coëfficiënten die gehele of rationale getallen zijn, al dan niet met behulp van wortelvormen te bepalen. De vergelijking {\displaystyle f(x)=0} is niet op te lossen door alleen maar de basisoperaties en wortelvormen te gebruiken. De nulpunten van de polynoom {\displaystyle f} zijn niet uit te drukken in de coëfficiënten van {\displaystyle f}.
De stelling is naar Paolo Ruffini en Niels Henrik Abel genoemd.

## Geschiedenis

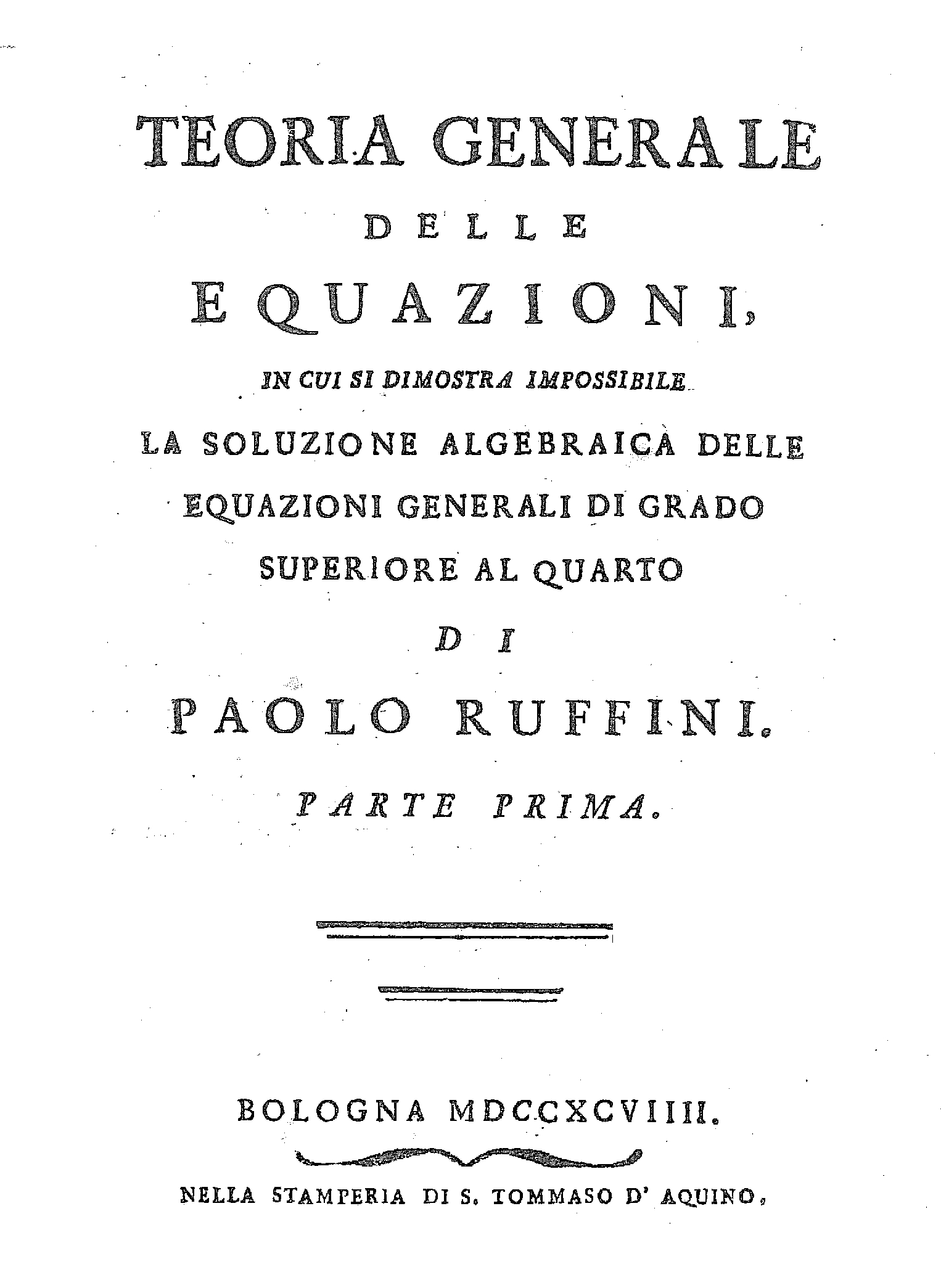
Paolo Ruffini, Teoria generale delle equazioni, 1799

Ruffini's verhandeling Teoria generale delle equazioni (Algemene theorie der vergelijkingen) uit 1799 bevatte een bewijs dat de algemene vijfdegraadsvergelijking niet oplosbaar is in radicalen (wortelvormen), d.w.z. dat er geen algemene formule bestaat die de wortels uitdrukt in termen van de coëfficiënten door alleen maar gebruik te maken van basisbewerkingen en n-deworteltrekking. Zijn bewijs werd op skepsis onthaald omdat de uiteenzetting onduidelijk was (later werd een belangrijke leemte ontdekt), en het werd nooit definitief door de wiskundige gemeenschap aanvaard.
Abel publiceerde in 1826 een verschillend bewijs in het eerste nummer van Journal für die reine und angewandte Mathematik. Er zijn aanwijzigen dat Abel over gelijkwaardige resultaten beschikte voor vergelijkingen van hogere (priem)graden, en over resultaten in verband met de wortels van vergelijkingen die wél door radicalen kunnen worden opgelost.
In 1845 publiceerde Wantzel een vereenvoudigd bewijs.

## Bewijs met galoistheorie
Sinds 1885 is er een bewijs van deze stelling met behulp van galoistheorie.
Het bewijs verloopt in drie grote stappen, die we hier schetsen voor een specifieke polynoom, zoals {\displaystyle x^{5}-10x+5.}
- Als een polynoom met rationale coëfficiënten oplosbaar is in wortelvormen over de complexe getallen, dan is de galoisgroep van (het splijtlichaam van) die polynoom een oplosbare groep.
- De groep van de gegeven polynoom is isomorf met {\displaystyle S_{5},} de permutatiegroep van vijf elementen (symmetrische groep).
- {\displaystyle S_{5}} is geen oplosbare groep (zijn normaaldeler {\displaystyle A_{5},} de alternerende groep op vijf elementen, is een enkelvoudige groep).

## Lagere graden
Voor vierkants-, derde- en vierdegraadsvergelijkingen bestaan wel methoden om de oplossingen uit te drukken in de coëfficiënten met slechts gebruikmaking van elementaire rekenoperaties en wortelvormen. Bekend is de abc-formule voor de wortels van een vierkantsvergelijking. De analoge formule van Cardano voor derde- en de formule van Lodovico Ferrari voor vierdegraadsvergelijkingen waren al in de 16e eeuw bekend.

## Oplossingen
De stelling zegt niet dat de hogergenoemde vijfdegraadsvergelijkingen geen oplossing hebben: alleen hebben die oplossingen niet de bijzondere vorm van een uitdrukking in wortelvormen. Volgens de hoofdstelling van de algebra liggen de nulpunten van de bedoelde polynomen allemaal in het complexe vlak. Bovendien heeft een polynoom van oneven graad met reële coëfficiënten minstens één reëel nulpunt. Hoewel deze oplossingen niet precies kunnen worden gegeven met elementaire algebraische uitdrukkingen, kunnen zij tot elke gewenste graad van nauwkeurigheid door numerieke methoden, zoals de methode van Newton-Raphson of de methode van Laguerre worden benaderd.
Als we voor het reële getal {\displaystyle a} het enige reële nulpunt van de polynoom {\displaystyle x^{5}+x-a} aanduiden met de naam ultraradicaal van {\displaystyle a,} dan is de algemene vijfdegraadsvergelijking (en dus ook iedere specifieke vijfdegraadsvergelijking) oplosbaar in termen van gewone algebraïsche bewerkingen, wortelvormen en ultraradicalen.